# M21 Sniper Weapon System
De M21 Sniper Weapon System (SWS) is een Amerikaans semiautomatisch sluipschuttersgeweer dat 7,62×51mm NAVO munitie verschiet. Het wapen is gebaseerd op de M14 en werd in gebruik genomen in 1969. Het wapen is officieel vervangen door de M24, maar het wordt nog steeds gebruikt door sluipschutters van de United States Army, het United States Marine Corps en de United States Navy in Afghanistan en Irak.

## Algemeen
Tijdens de oorlog in Vietnam zocht de US Army een accuraat sluipschuttersgeweer, als antwoord op de sluipschutters van de Vietcong die veel slachtoffers maakten. De M14 werd uitgekozen vanwege zijn precisie, betrouwbaarheid en omdat het geweer semiautomatisch is, waardoor een tweede schot gelijk na het eerste afgevuurd kan worden. Daarom bouwde Rock Island Arsenal 1435 National Match M14-geweren om tot sluipschuttersgeweer door er een Leatherwood 3-9× Adjustable Ranging Telescope (ART) telescoopvizier op te plaatsen en National Match munitie voor dit geweer te leveren. Het sluipschuttersgeweer werd tot 1975 de XM21 genoemd, daarna werd het officieel de M21 (Onofficieel werd het geweer al vanaf december 1969 de M21 genoemd)
De M21 bleef het standaard sluipschuttersgeweer van de US Army tot 1988 toen het vervangen werd door de M24. De M21 wordt echter nog steeds gebruikt door de US Army en wordt nog zeer regelmatig gebruikt in Irak en Afghanistan.

## M25 Sniper Weapon System
De XM25/M25 is een verbeterde versie van de M21 en werd eind jaren 80 ontwikkeld. De M25 was bedoeld voor gebruik bij de US Army Special Forces en de US Navy SEALs. Het werd gebruikt tijdens Operatie Desert Storm.
Als basis werd een M14 National Match gebruikt, hetzelfde als de M21 alleen met een licht gemodificeerde gaszuiger voor het gebruik van een geluiddemper van Ops Inc.
De houten kolf werd vervangen door een McMillan M1A glasvezel kolf en er werd een Bausch & Lomb Tactical 10×40 vizier, of in sommige gevallen een Leupold MK4 10x, opgezet.
In de standaard militaire versie gebruiken de M21 en de M25 dezelfde 10-, en 20-schots magazijnen als de andere geweren in de M14-familie en weegt 5,27 kg zonder het vizier. 5-schots magazijnen passen ook op de M21 en M25, maar werden nooit door de US Army gekocht of geautoriseerd.

## Foto's

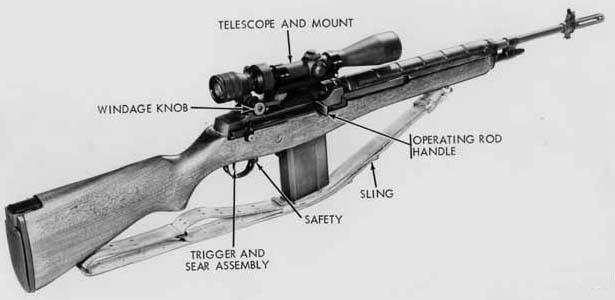
Rechter zijde van de M21 met gelabelde hoofdonderdelen
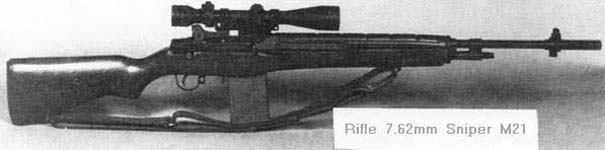
Rechter zijde van de M21
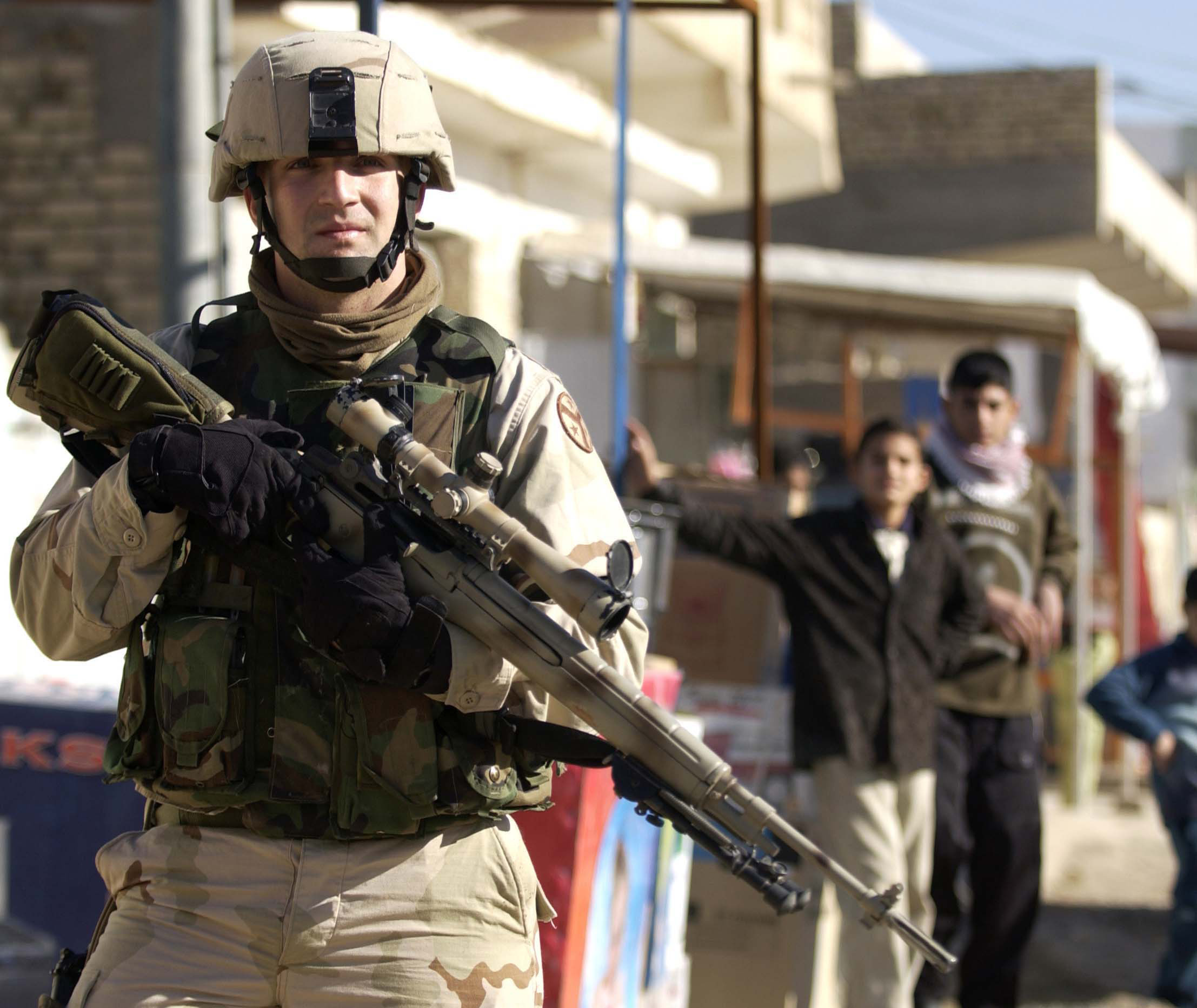
Een soldaat van de 278th Armored Cavalry Regiment (Tennessee Army National Guard), patrouilleert in Balad Ruz, Irak, met zijn M21 sluipschuttersgeweer.
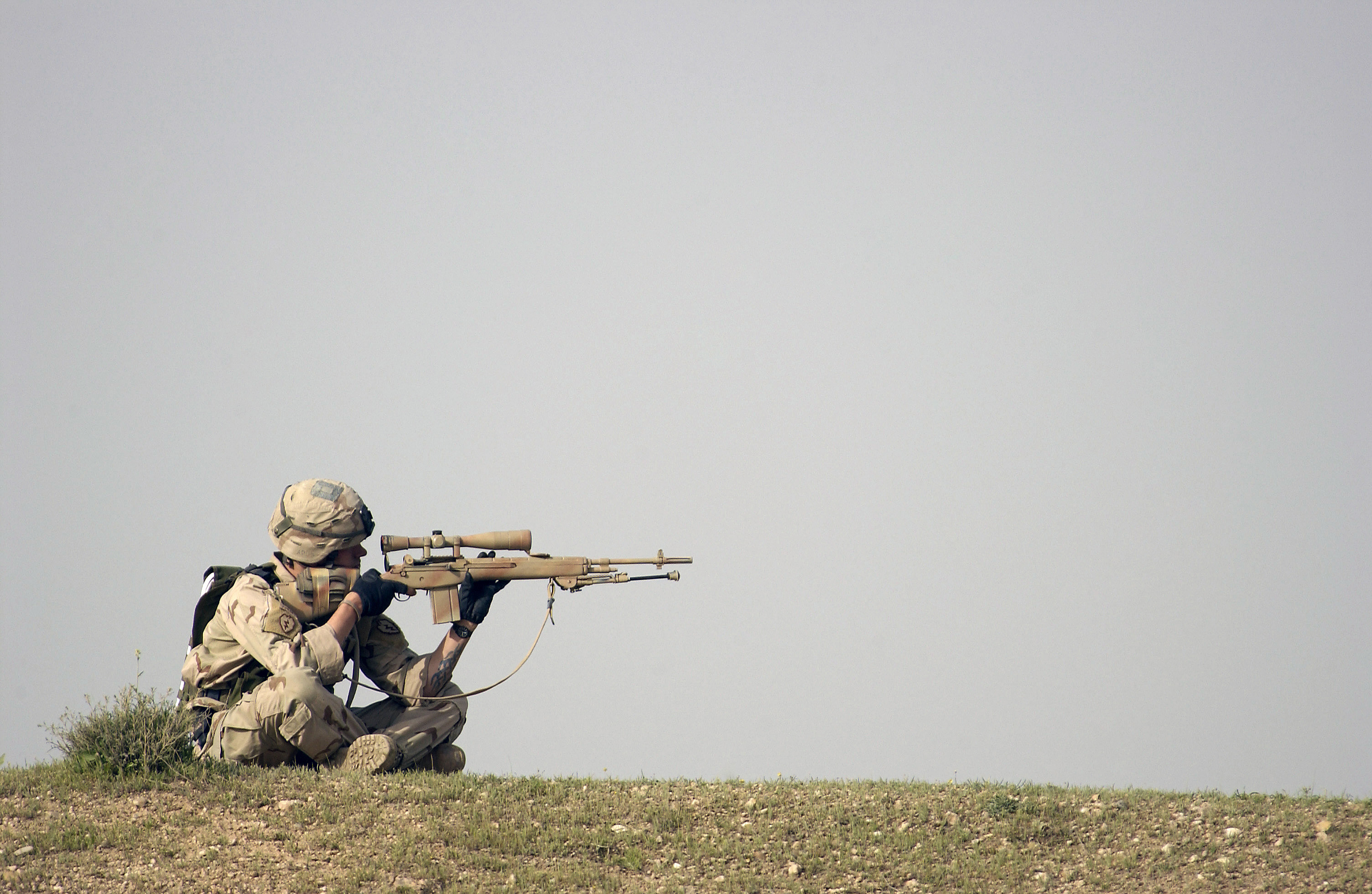
Een sluipschutters zoekt de horizon af tijdens een patrouille bij Mozul, Irak